# 三星東美
三星 東美（みつぼし とうみ）は、女優。

## 出演

### 映画
- 愛のコリーダ（1976年）- 千恵子役
- 愛の亡霊（1978年）- 定一の女房役
- 愛のコリーダ 2000（2000年）ノーカットに再編集して公開

### テレビドラマ
- 助け人走る（ABC / 松竹）
  - 第4話「島抜大海原」（1973年）
  - 第6話「上意大悲恋」（1973年） - 鶴代
- 必殺仕業人（ABC / 松竹）
  - 第26話「あんた この心眼をどう思う」（1976年）- かみさん役
- 新・座頭市（CX / 勝プロダクション）
  - 第22話「浪人子守旅」（1977年）
- 必殺からくり人・血風編 第8話「帰らぬ愛に泣く紅い旅」（1976年） - 長屋の女
- 新・必殺仕置人（ABC / 松竹）
  - 第27話「約束無用」（1977年）- やり手婆さん役
  - 第38話「迷信無用」（1977年）- 町の女役
- 江戸プロフェッショナル・必殺商売人 第25話「毒を食わせて店食う女」（1978年） - やり手
- 必殺からくり人・富嶽百景殺し旅（ABC / 松竹）
  - 第7話「駿州江尻」（1978年） - 老婆
- 必殺仕事人（ABC / 松竹）
  - 第27話「死を賭けて虎の尾が踏めるのか?」（1979年）- やり手婆さん
  - 第30話「酔技田楽突き」（1979年） - お米
  - 第36話「合掌技地獄落し」（1980年） - 老婆
  - 第49話「偽技浮かれ囃子攻め」（1980年） - 鯉之助の母
  - 第79話「隠し技潜入喉輪攻め」（1980年）- 飯屋婆
  - 第83話「沈め技花嫁偽装返し突き」（1981年）- ツル
- 新・必殺仕舞人 第3話「三界節娘恋し父恋し」（1982年） - 女将
- 新・必殺仕事人（ABC / 松竹）
  - 第50話「主水金魚の世話する」（1982年） - 長屋のおかみさん
  - 第53話「主水 甘味対策する」（1982年） - 長屋の女
- 赤かぶ検事奮戦記 第2シリーズ（ABC / 松竹）
  - 第8話「雪の夜の鬼殺し」（1982年）
  - 第9話「坊主めくり」（1982年）
- 必殺仕事人III（ABC / 松竹）
  - 第4話「火つけを見たのは二人のお加代」（1982年）
- 長七郎江戸日記（NTV / ユニオン映画）
  - 第47話「町に咲いた恋唄」（1985年）
- 必殺仕事人V・激闘編（ABC / 松竹）
  - 第13話「主水の上司 人質になる」（1985年）
  - 第22話「せん、女ひとり旅する」（1985年）
- 影の軍団IV（KTV / 東映）
  - 第9話「拾った女に手を出すな」（1985年）
- 三匹が斬る!（ABC / 松竹）
  - 第9話「十手旅、義賊が吹いたシャボン玉」（1987年）
- 京都・女性記者シリーズ（NTV / 松竹）
  - 第1作「京都周山殺人街道」（1988年）
- 大岡越前 第10部（TBS / C.A.L）
  - 第12話「暴利を貪る悪徳商法」（1988年）
- 雲霧仁左衛門（CX / 松竹）
  - 第9話「不知火の勇五郎」（1996年）
- 炎の奉行 大岡越前守（TX / 松竹）（1997年）
- 赤い霊柩車（CX / 大映テレビ）
  - 第4作「双子の棺」（1997年）
- 大岡越前 第15部（TBS / C.A.L）
  - 第8話「花嫁割いた母ふたり」（1998年）- 老婆役
- 京都迷宮案内 第3シリーズ（ANB / 東映）
  - 第10話「涙のスクープ！狙われた女子高生たちの謎」（2001年）
- 京都殺人案内 （ABC / 松竹）
  - 第24作「松江・宍道湖 夕陽に消えた殺人者！」（2001年）